# Football Club Berne
Le FC Berne est un club de football de la ville de Berne en Suisse. Lors de la saison 2024-2025, il évolue en 3e ligue, soit la  septième division suisse.
Le club évolue à plusieurs reprises en première division, notamment au début du XXe siècle.

## Histoire
Le FC Berne est fondé le 10 mai 1894.
Il remporte le championnat de Suisse en 1923 mais se voit retirer son titre pour avoir fait jouer des joueurs inéligibles.

## Parcours
| - 1943 - 1945 : Ligue nationale B - 1945 - 1949 : Ligue nationale A - 1949 - 1950 : Ligue nationale B - 1950 - 1951 : Ligue nationale A - 1951 - 1952 : Ligue nationale B - 1952 - 1955 : Ligue nationale A - 1955 - 1966 : Ligue nationale B - 1967 - 1969 : Ligue nationale B - 1979 - 1984 : Ligue nationale B |